# 羅馬尼亞的阿拉伯人
羅馬尼亞的阿拉伯人，是指生活在羅馬尼亞的阿拉伯國家的人民。
他們中的一些人在壽西斯古時代來到，當時許多阿拉伯學生獲得了在羅馬尼亞大學學習的獎學金。他們大多數是黎巴嫩人，敘利亞人，巴勒斯坦人，伊拉克人，蘇丹人，埃及人和約旦人。這些學生大多數返回原籍國，但有些人留在羅馬尼亞。據估計，1980年代，近半百萬中東阿拉伯人在羅馬尼亞學習。羅馬尼亞革命後，新一輪阿拉伯移民潮開始了。 
1990年代，許多新來的阿拉伯人來到羅馬尼亞，以發展企業。此外，羅馬尼亞有來自阿拉伯國家的人，這些人具有難民（敘利亞內戰的難民）或非法移民的身份，這些人主要來自北非，試圖移民到西歐。尤其是歐洲移民危機導致敘利亞人來到羅馬尼亞，儘管在危機發生時許多敘利亞人已經住在羅馬尼亞。
2005年，據估計當時約有5,000名阿拉伯人住在羅馬尼亞（5,000人中不僅包括阿拉伯人，還包括庫爾德人，伊朗人，阿富汗人，柏柏爾人，亞述人等）。但是從那以後，更多的阿拉伯人移民到羅馬尼亞。例如，2017年，羅馬尼亞向1330名阿拉伯人授予居留權，其中大多數來自敘利亞（幾乎佔了一半），其次是伊拉克。羅馬尼亞的大多數阿拉伯人是穆斯林，但也有基督徒。
今天，羅馬尼亞的阿拉伯人來自許多阿拉伯國家，特別是黎巴嫩，敘利亞，突尼斯，埃及，伊拉克，此外還有來自約旦，阿爾及利亞，摩洛哥，利比亞，巴勒斯坦，蘇丹，沙特阿拉伯，索馬里，厄立特里亞，也門，毛里塔尼亞、科摩羅、吉布提的人口。